# Haworthia longiana
Haworthia longiana är en grästrädsväxtart som beskrevs av Karl von Poellnitz. Haworthia longiana ingår i släktet Haworthia och familjen grästrädsväxter. Inga underarter finns listade i Catalogue of Life.